# Mike Tramp
Mike Tramp el qual el seu nom verdader és Michael Trempenau va néixer el 14 gener 1961 a Copenhaguen, Dinamarca. És un cantant i compositor que es va fer conegut pel seu treball amb les bandes de hard rock White Lion i Freak of Nature. Ha llançat 14 àlbums, entre ells sis com a solista.
Mike va començar la seva carrera musical cantant en un grup de joves a Copenhaguen anomenada Vesterbro Ungdomsgård, i apareix en el seu primer àlbum: "Vi lever på Vesterbro" (1974). Més tard, es va unir a la banda de pop Mabel, com el cantant principal. Van gravar quatre discos i eren molt populars a Dinamarca i Espanya, amb Mike van rebre el premi "ídol adolescent". El 1978 Mabel va guanyar el Festival de la cançó danesa amb la cançó "Boom Boom" i van representar a Dinamarca en el Festival d'Eurovisió d'aquell any. Mabel es va traslladar a Nova York a finals de 1970, però aviat es van separar. Després de la desaparició de Mabel, el rodamón es va reunir Vitto Bratta i va formar White Lion.
El 2006 Tramp's White Lion gira per Europa el novembre i desembre de 2006 amb la banda britànica Crimes of Passion, però, aquesta gira va ser cancel·lada després d'una presentació a Bèlgica a causa de la malaltia. Després d'això White Lion va estar de gira pelsEUA i va tocar en dos festivals europeus en l'estiu de 2007.
El 13 de novembre de 2010, Mike Tramp i The Rock'n'Roll Circuz, van publicar una nova cançó anomenada "Hymn To Ronnie". El pròxim albúm en solitari es donarà a conèixer a principis de 2011.